# سیلویا براون
سیلویا سلست براون (انگلیسی: Sylvia Celeste Browne; ۱۹ اکتبر ۱۹۳۶ – ۲۰ نوامبر ۲۰۱۳) یک نویسنده اهل ایالات متحده آمریکا بود که ادعا می‌کرد یک واسطه روحی بوده و دارای توانایی‌های ماورایی است. او به علت پیش گویی‌هایی که ادعا می‌کرد از طریق ماورایی انجام می‌دهد و پس از مدتی غلط از آب درمی‌آمدند، مورد انتقادهای فراوانی قرار گرفته بود. از جمله می‌توان به پیش‌بینی‌هایی که در مورد افراد گمشده انجام داده بود، اشاره کرد.

## سال‌های ابتدایی زندگی
سیلویا براون در کانزاس‌سیتی، میزوری متولد شد. براون مدعی بود که از سن پنج سالگی، قادر به دیدنِ علایمی فراطبیعی بوده و مادربزرگش که او نیز یک واسطه روحی بود، در درکِ این علایم به او کمک می‌کرده‌است.

## کتاب‌ها
براون، تعدادی کتاب در مورد موضوعات فراهنجاری و معنوی نوشته‌است. وی در کتاب‌هایش مطرح کرده‌است که آرزومند است، مردم این را احساس کنند که همه آن‌ها مورد عشق خدا هستند. براون ادعا کرده بود که خدا شاملِ دو قسمتِ مذکر و مؤنث به نام‌های به ترتیب «اُم» و «آزنا» است. به باورِ او وجود خدا، همه مردم را به‌طور یکسان دوست دارد؛ فارغ از این که دارای چه دین و عقیده‌ای هستند.

## ادعاهای ماورایی
سیلویا بروان، مدعی شده بود که می‌داند، بهشت چه شکلی است. او در یکی از کتاب‌هایش چنین نوشته بود که دمای بهشت به‌طور ثابت برابر با ۷۶ درجهٔ فارنهایت (۲۵٬۶ درجهٔ سلسیوس) است. او همچنین ادعا می‌کرد که در بهشت هیچ حشره‌ای وجود ندارد؛ مگر آن که کسی تمایل به بودنشان را داشته باشد و همچنین حیوانات خانگی هم ممکن است به بهشت بروند. براون مدعی شده بود که بهشت دارای «سطح ارتعاشی بالاتر» ی است؛ آنچنان که انسان‌ها قادر به درک آن نیستند. او همچنین ادعا می‌کرد که به صورت مادرزادی قادر است، «فرکانس‌های ارتعاشی» گسترده‌تری را احساس کند.
براون اعلام کرده بود که قادر است فرشته‌ها را ببینید. بر اساس ادعاهای وی، فرشته‌ها شبیهِ تصاویرِ تابلوهای نقاشی بوده، بسته به انواع شان دارای ویژگی‌های مختلفی هستند و صحبت هم نمی‌کنند. وی مدعی بود که قادر است با «راهنمای معنوی» اش به نامِ «فرانسین» صحبت کند. براون ادعا کرده بود که فرانسین، جزئیاتِ ۵۴ زندگی قبلیِ وی را به او گفته‌است.
او در فاصلهٔ سال‌های ۱۹۷۴ تا ۲۰۰۸، با دریافت ۷۵۰ دلار برای هر ۲۰ الی ۳۰ دقیقه تماس تلفنی، اقدام به خوانش روانی می‌کرد.

## پیش گویی کرونا
هفت سال پس از مرگ براون توجه رسانه‌ها دوباره به او جلب شد، هنگامی که کاربران در رسانه‌های اجتماعی ادعا کردند که پیش‌بینی در کتاب «پایان روزها» در سال ۲۰۰۸ اشاره به دنیاگیری ۲۰–۲۰۱۹ کروناویروس دارد (او ادعا کرده بود «بیماری شدید مانند ذات الریه» در سال ۲۰۲۰ گسترش خواهد یافت) پوشش خبری دربارهٔ شباهت ادعای او در مارس ۲۰۲۰ مطرح شد و توسط افراد مشهور رسانه‌های اجتماعی مانند کیم کارداشیان باز نشر شد. برخی محققان مانند بنیامین رادفورد و دیگران پیش‌بینی یک پاراگراف را بسیار عمومی و در واقع بیشتر به بیماری همه گیر سارس که در سال ۲۰۰۳ رخ داد نسبت به کووید ۱۹ شبیه دانستند. رادفورد اظهار داشت که آن چیزی که براون پیش‌بینی کرده بود دور از واقعیت بوده‌است و اینکه حالا این اتفاق افتاده‌است، بگوییم که نظر او تا حدودی درست گفته‌است، بی‌معنی است.

## پیش گویی‌های اشتباه
سیلویا براون، تعداد زیادی پیش گویی کرده بود که به شکل عمومی آن‌ها را اعلام کرد و پس از مدتی، اشتباه بودن این پیش‌بینی‌ها معلوم شد. چند مورد از مشهورترین پیش گویی‌های وی در زیر آمده‌است:
- در سال ۲۰۰۲، براون به پدر و مادرِ «شاون هورنبِک» ۱۱ ساله که مدتی قبل ناپدید شده بود، اطلاع داد که فرزندشان توسطِ یک مردِ سیاه پوستِ اسپانیایی زبان، با موهایی بافته شده، ربوده شده و در حال حاضر، فرزندشان مرده‌است.[۱۳][۱۴] در سال ۲۰۰۷، هورنبک زنده پیدا شد و مشخص شد که فردی که او را ربوده بود، سفیدپوست بوده و دارای موهایی کوتاه است.[۱۵]
- در نوامبر ۲۰۰۴، براون به مادرِ «آماندا بِری»، که ۱۹ ماه قبل ناپدید شده بود، اطلاع داد که فرزندش مرده‌است. او همچنین مدعی شده بود که تصویرِ ژاکتِ آماندا در میان زباله‌ها با اثرِ دی‌ان‌ای بر روی آن به او الهام شده‌است.[۱۶] مادرِ بری دو سال بعد، با باور به این که دخترش مرده‌است، از دنیا رفت. آماندا در مه ۲۰۱۳ زنده پیدا شد.[۱۷][۱۸]
- وی در سال ۲۰۰۳، در گفتگویی که با لری کینگ داشت، پیش‌بینی کرد که در ۸۸ سالگی خواهد مرد؛ اما براون در سال ۲۰۱۳ و در ۷۷ سالگی فوت کرد.[۱۹][۲۰]

### پیش گویی پرونده‌های جنایی
در سال ۲۰۰۰ استیون بریل، ۳۵ مورد از پرونده‌های جنایی را که براون اطلاعاتی از آن را غیب گویی کرده بود، بررسی کرد که ۲۱ مورد از آن‌ها به حدی مبهم بودند که قابل بررسی نبودند. در ۱۴ مورد دیگر نیز طبق اظهارات نهادهای اجرای قانون یا اعضای خانواده، اطلاعاتی که براون داده بود، بدون کاربرد بودند.
در سال ۲۰۱۰، مجلهٔ محقق شکاک مواردی را از پیش گویی‌های براون در مورد افراد گمشده یا به قتل رسیده بررسی و منتشر کرد. با وجود این که خودِ سیلویا براون بارها مدعی شده بود که بیش از ۸۵ درصد پیش گویی‌هایش درست بوده‌اند؛ با این حال، نتایج این بررسی نشان داد که حتی یک مورد از آن‌ها نیز درست نبوده‌است. در این تحقیق با مقایسهٔ ۱۱۵ مورد از اظهارات تلویزیونی براون و گزارش‌های مطبوعات، مشخص شد که از میان ۲۵ مورد از پرونده‌هایی که نتیجهٔ آن مشخص شده بود، پیش گویی‌های وی در تک تک موارد غلط بوده‌است. در بقیه پرونده‌هایی که نتیجهٔ آن‌ها نامشخص بود، امکان اثبات درستی پیش گویی‌های وی وجود نداشت. برخی از مواردی که در این مطالعه، مورد بررسی قرار گرفتند، در زیر آمده‌است:
- در سال ۱۹۹۹ یک ماه پس از ناپدید شدن «اوپال جو جنینگزِ» شش ساله، براون اعلام کرد که او در کشور ژاپن به بردگیِ اجباری گرفته شده‌است. کمی بعد، در همان سال، یک مردِ محلی، محکوم به آدم‌ربایی و قتلِ جنینگز شد. نتایج کالبدشکافی نشان داده بود که وی چند ساعت بعد از ربوده شدن، کشته شده‌است.[۲۳]
- در سال ۲۰۰۲، براون ادعا کرد که «هالی کروسان» که در سال ۱۹۹۵ ناپدید شده بود، در یک باشگاه شبانه در هالیوود، به شغل رقاصی مشغول است؛ اما در سال ۲۰۰۶، مشخص شد که جسدی که در سال ۱۹۹۶ در سن دیگو پیدا شده بود، متعلق به کروسان بوده‌است.
- در سال ۲۰۰۲ براون اعلام کرد، «لیندا مک کللند» که در سال ۲۰۰۰ ناپدید شده بود، توسط مردی با امضای MJ ربوده شده و در حال حاضر زنده بوده و در اورلندو، فلوریدا است. در سال ۲۰۰۳، دیوید رپاسکی، دامادِ لیندا به قتل وی محکوم شد. جسدش نیز در نزدیکی خانه‌اش در پنسیلوانیا پیدا شد.[۲۴][۲۵]
- در سال ۲۰۰۴، براون مدعی شد که «رایان کچرِ» ۱۹ ساله که در سال ۲۰۰۰ ناپدید شده بود، به قتل رسیده و جسد وی را می‌توان در یک شفتِ فلزی پیدا کرد. در سال ۲۰۰۶، جنازهٔ کچر در داخلِ کامیونش در کفِ یک دریاچه که در آن غرق شده بود، پیدا شد.[۲۶]

در سال ۲۰۱۳، پس از انتشارِ این مقاله، همان تیمِ تحقیقاتی، اقدام به مطالعهٔ پیش‌بینی‌های جدید براون و همچنین پرونده‌هایی که نتایج آن‌ها در این فاصلهٔ زمانی مشخص شده بود، کرد. نتیجهٔ این تحقیق نیز چنین بود که در ۳۳ پرونده‌ای که مورد بررسی قرار گرفت، در هیچ‌کدام از آن‌ها، براون نتوانسته بود، پیش‌بینی دقیقی داشته باشد.

## چالش جیمز رندی
در سال ۲۰۰۱ جیمز رندی، در یک برنامه تلویزیونی اعلام کرد که اگر سیلویا براون مایل است، حقانیت خود را ثابت کند، می‌تواند چالش یک میلیون دلاری وی را بپذیرد. به این معنی که اگر براون قادر باشد، تحت شرایط دقیق علمی، ادعاهای ماورایی خود را ثابت کند، یک میلیون دلار جایزه دریافت خواهد کرد. با این حال، براون از قبول این چالش خودداری کرد.